# Арчі Гудвін

Арчі Гудвін і Флора Галлант у першому розділі «Пастки для вбивці» Рекса Стаута. Ілюстрація Остіна Бріггса 21 червня 1958 року

Арчі Гудвін (англ. Archie Goodwin) — детектив, вигаданий персонаж серії детективних романів американського письменника Рекса Стаута. Права рука приватного детектива Ніро Вульфа, глави нью-йоркського розшукового агентства, а також його водій, охоронець і секретар. Всі твори про Ніро Вульфа написані від імені Арчі Гудвіна.
Живе в будинку Вульфа, так само як кухар Фріц Бреннер, і працівник оранжереї Теодор Горстманн. Оскільки Вульф принципово не виходить з дому у справах, розслідуванням і збором інформації займається Гудвін, а його шеф потім, виходячи з отриманих даних, розплутує справу і виявляє злочинця. Риси характеру Арчі Гудвіна — чарівність, іронічність, спритність, відмінна пам'ять. Крім того, Гудвін чудово ладнає з дамами, що неодноразово допомагає йому в ході роботи.

## Персонаж
Рекс Стаут, створюючи серіал, час від часу згадує різні факти «біографії» Арчі Гудвіна. У повісті «Ліга переляканих чоловіків» Вульф 23 жовтня подарував Арчі шкіряний гаманець. Сам Гудвін зізнається: «Я й не підозрював, що він пам'ятає про мій день народження». У повісті «Занадто багато жінок» (події відбуваються у березні 1947 року) на пряме запитання: «Скільки Вам років?» Гудвін відповідає «Тридцять три». Таким чином, він «народився» 23 жовтня 1913 року.
У повісті «Ліга переляканих чоловіків» (описані події 1937 року) присутня пряма вказівка, що в своєму будинку Вульф живе вже 20 років, а Гудвін — 7 років. Отже, кар'єра Гудвіна як детектива, почалася у 1930 році, коли йому виповнилося 17 років.
У більш пізніх творах автор уникає згадок про вік як Гудвіна, так і Вульфа.
Гудвін народився у місті Чиллікоті (Огайо). Його батько Джеймс Арнер Гудвін. Дошлюбне прізвище матері — Тіт Леслі. У нього два брати і дві сестри, яких він сам згадує вкрай рідко. В оповіданні «Вбивство поліцейського» Гудвін згадує Чилікотт в зв'язку з місцем свого народження, проте неясно, що це: просто красиве місце, запале йому в серце, або містечко, де він народився. У романі «Остаточне рішення» згадується тітонька Енн з Чилікотті, яка дивовижно смачно вміла пекти пиріжки.
У романі «Остаточне рішення» Гудвін зізнається, що покинув рідну домівку відразу після закінчення школи, коли йому було 17 років. Причиною такого вчинку став тиранічний характер матері. Частково це підтверджується в романі «Там, де Цезар стікав кров'ю», коли Гудвін, після взяття під варту, просить Лілі Ровен зателефонувати Вульфу від імені своєї матері, розмовляти владно і безапеляційно і зажадати від Вульфа негайно вжити заходів щодо звільнення «сина». Мабуть, Вульф чув від Гудвіна про характер матері, оскільки витівка вдалася.
У 1960 році мати Гудвіна ще жива. Вона приїжджає до сина в Нью-Йорк, двічі обідає у Вульфа, а Гудвін показує їй місто. Тиранічний характер матері, мабуть, пом'якшав, тому що Вульф відгукується про неї як про дуже милу людину. Однак, незважаючи на все це, ще в першому романі «Вістря списа», описуючи свою кімнату, Гудвін каже про фотографії його батьків на стіні, які померли коли він був ще зовсім дитиною. Мабуть, згодом, «передчасна смерть» батьків Гудвіна виявилася для автора незручною (хоча, можливо, він виховувався у прийомній родині).
Неодружений, хоча постійно зустрічається з Лілі Ровен (вперше згадується в романі «Де Цезар кров'ю спливав»). Неодноразово визнається, що одруження покладе край його кар'єрі як приватного детектива. Крім Лілі, до якої він ставиться скоріше, як до одного, згадується інша пасія Гудвіна — Люсі Велдон, вдова письменника Річарда Велдон, до шлюбу Армстед (вперше з'являється в романі «Розшукується мати»). Арчі відчуває до неї справжні ніжні почуття. Він був готовий побити Вульфа, коли зрозумів, що Вульф підготував Люсі роль — бути приманкою для вбивці. При цьому він зовсім не заперечує проти того, щоб в цій якості виступила Лілі («Друге визнання»). Згодом Люсі згадується рідко.

## Зовнішність
Оскільки всі романи і повісті ведуться від першої особи, то Гудвін як оповідач практично не описує свою зовнішність. Проте, в оповіданні «Ожилий небіжчик» Гудвін згадує свої фізичні дані: зріст 6 футів, вага 180 фунтів (183 см, 81,5 кг).
У романі «Червона шкатулка» (час події 1937 рік) Гудвін каже про свій грецький ніс і карі очі. В оповіданні «Вийшов місяць із туману» (події відбуваються у січні 1961) він, навпаки, говорить, що ніс у нього приплюснутий. У книзі "Смерть утриманки" Арчі подумки каже "мене портить курносий ніс, хоча я перестав звертати на це увагу з дванадцяти років"

## Виконавці ролі
- Лайонел Стендер у фільмах «Знайомтесь, Ніро Вульф» (1936) і «Ліга переляканих чоловіків» (1937)
- Джон Гібсон і Джозеф Джуліан у серії радіопостановок «Пригоди Ніро Вульфа» (1943-1944 рр.)
- Елліот Льюїс у радіопостановках «Неймовірний Ніро Вульф» 1940-вих років
- Джеральд Мор, Герб Елліс, Лоуренс Добкін, Гаррі Бартелл, Лемонт Джонсон і Воллі Магер у радіопостановках «Нові пригоди Ніро Вульфа» (1950-1951)
- Джин Рейнольдс
- Вільям Шетнер у скасованому серіалі CBS-TV «Ніро Вульф»
- Йоахім Фусбергер у німецькому телефільмі «Надто багато кухарів» (1961)
- Паоло Феррарі в італійському телесеріалі 1969-1971 років
- Том Мейсон в американському телефільмі «Ніро Вульф» (1977)
- Лі Горслі у телесеріалі «Ніро Вульф» (1981)
- Дон Френкс у канадському радіосеріалі «Ніро Вульф» (1982)
- Тімоті Гаттон у телефільмі «Золоті павуки: Таємниці Ніро Вульфа» (2000) та серіалі A&E «Таємниці Ніро Вульфа» (2001)
- Сергій Жигунов у російському серіалі «Нові пригоди Ніро Вульфа і Арчі Гудвіна» (2004)
- П'єтро Сермонті в італійському серіалі 2012 року